# Dakar 2: The World's Ultimate Rally
Dakar 2: The World's Ultimate Rally es un videojuego de carreras desarrollado por Acclaim Studios Cheltenham y publicado por Acclaim Entertainment para PlayStation 2, GameCube y Xbox. Se basa en el Paris Dakar Rally de la vida real, uno de los eventos deportivos más difíciles y peligrosos del mundo. Basado en el 2002 funcionamiento del evento, el juego comienza en la zona rural de París y termina en una playa en Dakar, Senegal, con 11 etapas intermedias, incluidas pistas en el Desierto del Sahara y las Montañas del Atlas.

## Jugabilidad
La selección de vehículos se compone de tres clases principales: bicicletas (sobrevirará en curvas cerradas), automóviles (camionetas) y camiones  (grandes plataformas propulsadas por diesel). Como un intento de recrear el evento Dakar, el juego ofrece un total de doce pistas, que van desde pueblos hasta desiertos. Cada curso tiene ciertas características, por lo que los jugadores deben personalizar su vehículo para que coincida con las condiciones. Durante la carrera, hay un medidor de progreso en la pantalla con cinco partes, cada una de las cuales cambia lentamente a azul a medida que los jugadores caminan entre los puntos de control, y luego cambia a rojo o verde dependiendo de cómo el tiempo transcurrido coincida con el mínimo necesario.